# Jody Lukoki
Jody Lukoki (Kindu, 15 november 1992 – Amsterdam, 9 mei 2022) was een Congolees-Nederlands voetballer die als rechtsbuiten speelde. In 2015 maakte hij zijn debuut voor het voetbalelftal van Congo-Kinshasa.

## Clubcarrière

### Jeugd
Lukoki werd in 1992 geboren in Zaïre, maar kwam vanwege de oorlog als baby met zijn ouders en zijn tweelingbroer Madjer naar Nederland. Op zijn tiende begon hij met voetballen bij VVA/Spartaan, waarna hij via het Haarlemse Young Boys bij Ajax terechtkwam. Lukoki kwam, doordat hij ook de Nederlandse nationaliteit bezit, uit voor het Nederlands elftal onder negentien jaar.

### Ajax
Lukoki maakte, onder trainer Frank de Boer, op 19 januari 2011 tegen Feyenoord zijn debuut in het eerste van Ajax. In de 80ste minuut mocht hij invallen voor Lorenzo Ebecilio. Tijdens zijn invalbeurt maakte hij furore bij de Ajax-fans door Feyenoorder Tim de Cler een panna te geven, nadat er al gefloten was. Dit werd echter niet door iedereen gewaardeerd. Op 21 januari maakte Lukoki dan ook hiervoor zijn excuses.
Tijdens de voorbereiding op het seizoen 2013/14 werd Jody Lukoki door trainer Frank de Boer niet uitgenodigd voor jaarlijkse trainingskamp in De Lutte. Lukoki moest zich samen met Dico Koppers voorlopig melden bij Jong Ajax. Tijdens een persconferentie in De Lutte meldde de Boer dat Lukoki niet meer in zijn plannen zou voorkomen.

### Verhuur aan SC Cambuur
Op 2 augustus 2013 werd bekendgemaakt dat Lukoki gedurende het seizoen 2013/14 door Ajax verhuurd zou worden aan SC Cambuur. Op 4 augustus 2013 maakte hij zijn debuut voor SC Cambuur in een competitiewedstrijd thuis tegen NAC Breda (0–0). Lukoki kwam in de 46e minuut in het veld voor Oliver Feldballe. Op 29 september 2013 scoorde Lukoki, in de derby uit bij sc Heerenveen, zijn eerste officiële doelpunt voor SC Cambuur. De wedstrijd ging met 2–1 verloren.

### PEC Zwolle
Na zijn terugkeer bij Ajax werd duidelijk dat Lukoki opnieuw niet in de plannen van trainer Frank de Boer voor zou komen. Lukoki mocht aansluiten bij Jong Ajax waar hij ook enkele oefenwedstrijd meespeelde. Op 7 augustus 2014 werd bekendgemaakt dat Lukoki een transfer zou maken naar PEC Zwolle, waar hij een driejarig contract tekende. Een dag later maakte Lukoki zijn debuut voor PEC Zwolle in een eredivisiewedstrijd thuis tegen FC Utrecht, die met 2–0 werd gewonnen. Lukoki begon in de basis en werd na 83 minuten gewisseld voor Soufian Moro. Op 21 augustus 2014 scoorde Lukoki zijn eerste officiële doelpunt voor PEC, in een UEFA Europa League-wedstrijd thuis tegen Sparta Praag.

### PFK Ludogorets
Na een seizoen in Zwolle te hebben gevoetbald werd op 26 juni 2015 bekendgemaakt dat hij een contract had getekend bij PFK Ludogorets. Met zijn club werd hij vier keer Bulgaars landskampioen. Op 1 april 2020 werd zijn contract daar ontbonden.

### Yeni Malatyaspor
In augustus 2020 tekende Lukoki een tweejarig contract bij Yeni Malatyaspor. Hij maakte op 18 september 2020 zijn debuut in de hoofdmacht van de club, in een met 1–1 gelijkgespeelde thuiswedstrijd tegen Göztepe SK in de Süper Lig. Op 26 april 2021 werd zijn contract ontbonden.

### FC Twente
Nadat hij transfervrij vertrok bij Yeni Malatyaspor, tekende Lukoki in juli 2021 een tweejarig contract bij de Nederlandse Eredivisionist FC Twente. Enkele dagen na zijn overstap liep hij op de training een zware knieblessure op, waardoor het onwaarschijnlijk werd dat hij in zijn eerste jaar bij Twente in actie zou komen. Begin februari 2022 werd duidelijk dat hij door een politierechter wegens huiselijk geweld veroordeeld was tot een werkstraf van tachtig uur en een voorwaardelijke gevangenisstraf van twee weken met een proeftijd van drie jaar. Hierop maakte FC Twente op 17 februari 2022 bekend het contract met Lukoki te willen ontbinden. In overleg tussen club en speler werd naar een oplossing gezocht. Door de club werd aangegeven dat uitkomen voor FC Twente geen optie meer was. Wel mocht hij nog gebruik blijven maken van de revalidatiefaciliteiten van de club. In april 2022 was hij weer bijna fit.

### Carrièrestatistieken
Beloften
| Seizoen | Club             |                    | Competitie | Competitie | Competitie |
| Seizoen | Club             | Wed.               | Competitie | Dlp.       |            |
| ------- | ---------------- | ------------------ | ---------- | ---------- | ---------- |
| 2015/16 | PFK Ludogorets B | Vlag van Bulgarije | Vtora Liga | 4          | 0          |
| 2016/17 | PFK Ludogorets B | Vlag van Bulgarije | Vtora Liga | 1          | 0          |
| 2019/20 | PFK Ludogorets B | Vlag van Bulgarije | Vtora Liga | 1          | 0          |
| Totaal  | Totaal           | Totaal             | Totaal     | 6          | 0          |

Senioren
| Seizoen                   | Club             | Land            | Competitie      | Competitie | Competitie | Beker | Beker | Internationaal | Internationaal | Overig | Overig | Totaal | Totaal |
| Seizoen                   | Club             | Land            | Competitie      | Wed.       | Dlp.       | Wed.  | Dlp.  | Wed.           | Dlp.           | Wed.   | Dlp.   | Wed.   | Dlp.   |
| ------------------------- | ---------------- | --------------- | --------------- | ---------- | ---------- | ----- | ----- | -------------- | -------------- | ------ | ------ | ------ | ------ |
| 2010/11                   | Ajax             | Nederland       | Eredivisie      | 2          | 0          | –     | –     | –              | –              | –      | –      | 2      | 0      |
| 2011/12                   | Ajax             | Nederland       | Eredivisie      | 6          | 2          | 2     | 0     | 3              | 0              | –      | –      | 11     | 2      |
| 2012/13                   | Ajax             | Nederland       | Eredivisie      | 16         | 3          | 4     | 0     | 2              | 0              | –      | –      | 22     | 3      |
| 2013/14                   | Ajax             | Nederland       | Eredivisie      | 0          | 0          | –     | –     | –              | –              | –      | –      | 0      | 0      |
| Clubtotaal                | Clubtotaal       | Clubtotaal      | Clubtotaal      | 24         | 5          | 6     | 0     | 5              | 0              | 0      | 0      | 35     | 5      |
| 2013/14                   | → SC Cambuur     | Nederland       | Eredivisie      | 32         | 2          | 2     | 0     | –              | –              | –      | –      | 34     | 2      |
| Clubtotaal                | Clubtotaal       | Clubtotaal      | Clubtotaal      | 31         | 2          | 2     | 0     | 0              | 0              | 0      | 0      | 34     | 2      |
| 2014/15                   | PEC Zwolle       | Nederland       | Eredivisie      | 31         | 2          | 5     | 1     | 2              | 1              | 2      | 0      | 40     | 4      |
| Clubtotaal                | Clubtotaal       | Clubtotaal      | Clubtotaal      | 31         | 2          | 5     | 1     | 2              | 1              | 2      | 0      | 40     | 4      |
| 2015/16                   | PFK Ludogorets   | Bulgarije       | A PFG           | 20         | 0          | 1     | 0     | 1              | 0              | –      | –      | 22     | 0      |
| 2016/17                   | PFK Ludogorets   | Bulgarije       | A PFG           | 15         | 1          | 1     | 0     | 7              | 3              | –      | –      | 23     | 4      |
| 2017/18                   | PFK Ludogorets   | Bulgarije       | A PFG           | 28         | 7          | 1     | 0     | 11             | 1              | –      | –      | 40     | 8      |
| 2018/19                   | PFK Ludogorets   | Bulgarije       | A PFG           | 28         | 6          | 4     | 1     | 11             | 1              | –      | –      | 43     | 8      |
| 2019/20                   | PFK Ludogorets   | Bulgarije       | A PFG           | 11         | 3          | 1     | 1     | 11             | 5              | –      | –      | 23     | 9      |
| Clubtotaal                | Clubtotaal       | Clubtotaal      | Clubtotaal      | 102        | 17         | 8     | 2     | 41             | 10             | 0      | 0      | 151    | 29     |
| 2020/21                   | Yeni Malatyaspor | Turkije         | Süper Lig       | 10         | 0          | 2     | 0     | –              | –              | –      | –      | 12     | 0      |
| Clubtotaal                | Clubtotaal       | Clubtotaal      | Clubtotaal      | 10         | 0          | 2     | 0     | 0              | 0              | 0      | 0      | 12     | 0      |
| 2021/22                   | FC Twente        | Nederland       | Eredivisie      | 0          | 0          | 0     | 0     | 0              | 0              | 0      | 0      | 0      | 0      |
| Clubtotaal                | Clubtotaal       | Clubtotaal      | Clubtotaal      | 0          | 0          | 0     | 0     | 0              | 0              | 0      | 0      | 0      | 0      |
| Carrière totaal           | Carrière totaal  | Carrière totaal | Carrière totaal | 199        | 26         | 23    | 3     | 48             | 11             | 2      | 0      | 272    | 40     |
| Bijgewerkt op 16 mei 2022 |                  |                 |                 |            |            |       |       |                |                |        |        |        |        |

## Interlandcarrière

### Congo-Kinshasa
Op 28 maart 2015 debuteerde Lukoki voor het voetbalelftal van Congo-Kinshasa in een vriendschappelijke wedstrijd tegen Irak (2–1 verlies). Vlak daarna speelde hij een tweede vriendschappelijke wedstrijd tegen Kameroen (1-1). Ruim vijf jaar later speelde Lukoki op 9 oktober 2020 zijn derde en laatste interland, een vriendschappelijke wedstrijd tegen Burkina Faso (3-0 nederlaag).
| Interlands van Jody Lukoki voor Congo-Kinshasa | Interlands van Jody Lukoki voor Congo-Kinshasa | Interlands van Jody Lukoki voor Congo-Kinshasa | Interlands van Jody Lukoki voor Congo-Kinshasa | Interlands van Jody Lukoki voor Congo-Kinshasa | Interlands van Jody Lukoki voor Congo-Kinshasa |
| №                                              | Datum                                          | Wedstrijd                                      | Uitslag                                        | Soort wedstrijd                                | Doelpunten                                     |
| Als speler bij PEC Zwolle                      | Als speler bij PEC Zwolle                      | Als speler bij PEC Zwolle                      | Als speler bij PEC Zwolle                      | Als speler bij PEC Zwolle                      | Als speler bij PEC Zwolle                      |
| ---------------------------------------------- | ---------------------------------------------- | ---------------------------------------------- | ---------------------------------------------- | ---------------------------------------------- | ---------------------------------------------- |
| 1.                                             | 28 maart 2015                                  | Irak – Congo-Kinshasa                          | 2 – 1                                          | Vriendschappelijk                              | 0                                              |
| 2.                                             | 9 juni 2015                                    | Congo-Kinshasa – Kameroen                      | 1 – 1                                          | Vriendschappelijk                              | 0                                              |
| Als speler bij Yeni Malatyaspor                |                                                |                                                |                                                |                                                |                                                |
| 3.                                             | 9 oktober 2020                                 | Burkina Faso – Congo-Kinshasa                  | 3 – 0                                          | Vriendschappelijk                              | 0                                              |

### Nederland –21
Op 30 oktober 2013 werd bekend dat bondscoach Albert Stuivenberg Lukoki opriep voor de voorselectie van Jong Oranje, bij de definitieve selectie viel hij echter af. Op 15 november 2013 maakte Stuivenberg bekend dat Lukoki werd opgeroepen voor Jong Oranje voor de wedstrijd op 18 november uit tegen Jong Frankrijk als vervanger van de geblesseerde Jürgen Locadia. Op 18 november 2013 maakte Lukoki vervolgens zijn debuut voor Jong Oranje in de wedstrijd tegen Jong Frankrijk die eindigde in een 1–1 gelijkspel verving hij in de 86e minuut Quincy Promes.
| Interlands van Jody Lukoki | Interlands van Jody Lukoki | Interlands van Jody Lukoki | Interlands van Jody Lukoki | Interlands van Jody Lukoki | Interlands van Jody Lukoki |
| №                          | Datum                      | Wedstrijd                  | Uitslag                    | Soort Wedstrijd            | Goals                      |
| Als speler bij SC Cambuur  | Als speler bij SC Cambuur  | Als speler bij SC Cambuur  | Als speler bij SC Cambuur  | Als speler bij SC Cambuur  | Als speler bij SC Cambuur  |
| -------------------------- | -------------------------- | -------------------------- | -------------------------- | -------------------------- | -------------------------- |
| 1.                         | 18 november 2013           | Frankrijk – Nederland      | 1 – 1                      | Vriendschappelijk          | 0                          |

### Beloften
Op 29 februari 2012 debuteerde Lukoki voor het Nederlands Beloftenelftal in een vriendschappelijke wedstrijd tegen Denemarken –20 (3–0 winst). Met het team nam hij in 2012 deel aan het Toulon Espoirs-toernooi waarop Nederland derde werd.
| Interlands van Jody Lukoki | Interlands van Jody Lukoki | Interlands van Jody Lukoki | Interlands van Jody Lukoki | Interlands van Jody Lukoki | Interlands van Jody Lukoki |
| №                          | Datum                      | Wedstrijd                  | Uitslag                    | Soort wedstrijd            | Doelpunten                 |
| Als speler bij Ajax        | Als speler bij Ajax        | Als speler bij Ajax        | Als speler bij Ajax        | Als speler bij Ajax        | Als speler bij Ajax        |
| -------------------------- | -------------------------- | -------------------------- | -------------------------- | -------------------------- | -------------------------- |
| 1.                         | 29 februari 2012           | Nederland – Denemarken     | 3 – 0                      | Vriendschappelijk          | 0                          |
| 2.                         | 23 mei 2012                | Egypte – Nederland         | 0 – 3                      | Vriendschappelijk          | 0                          |
| 3.                         | 25 mei 2012                | Japan – Nederland          | 3 – 2                      | Vriendschappelijk          | 0                          |
| 4.                         | 27 mei 2012                | Nederland – Turkije        | 1 – 0                      | Vriendschappelijk          | 0                          |
| 5.                         | 30 mei 2012                | Nederland – Mexico         | 2 – 4                      | Vriendschappelijk          | 0                          |
| 6.                         | 1 juni 2012                | Frankrijk – Nederland      | 2 – 3                      | Vriendschappelijk          | 0                          |
| 7.                         | 6 februari 2013            | Ierland – Nederland        | 3 – 0                      | Vriendschappelijk          | 0                          |
| 8.                         | 22 maart 2013              | Nederland – Servië         | 2 – 1                      | Vriendschappelijk          | 0                          |

### Nederland –19
Op 2 september 2010 debuteerde Lukoki voor het Nederland –19 in een vriendschappelijke wedstrijd tegen Duitsland –19 (2–2 gelijkspel).
| Interlands van Jody Lukoki | Interlands van Jody Lukoki | Interlands van Jody Lukoki | Interlands van Jody Lukoki | Interlands van Jody Lukoki         | Interlands van Jody Lukoki |
| №                          | Datum                      | Wedstrijd                  | Uitslag                    | Soort Wedstrijd                    | Goals                      |
| Als speler bij Ajax        | Als speler bij Ajax        | Als speler bij Ajax        | Als speler bij Ajax        | Als speler bij Ajax                | Als speler bij Ajax        |
| -------------------------- | -------------------------- | -------------------------- | -------------------------- | ---------------------------------- | -------------------------- |
| 1.                         | 2 september 2010           | Nederland – Duitsland      | 2 – 2                      | Vriendschappelijk                  | 0                          |
| 2.                         | 7 september 2010           | Griekenland – Nederland    | 3 – 1                      | Vriendschappelijk                  | 1                          |
| 3.                         | 7 oktober 2010             | Nederland – Slovenië       | 2 – 0                      | Kwalificatieronde EK onder 19 2011 | 1                          |
| 4.                         | 9 oktober 2010             | Nederland – Malta          | 3 – 0                      | Kwalificatieronde EK onder 19 2011 | 0                          |
| 5.                         | 12 oktober 2010            | Slowakije – Nederland      | 0 – 2                      | Kwalificatieronde EK onder 19 2011 | 0                          |
| 6.                         | 9 februari 2011            | Frankrijk – Nederland      | 1 – 1                      | Vriendschappelijk                  | 0                          |
| 7.                         | 24 maart 2011              | Italië – Nederland         | 1 – 0                      | Vriendschappelijk                  | 0                          |
| 8.                         | 29 maart 2011              | Nederland – Engeland       | 3 – 0                      | Vriendschappelijk                  | 0                          |
| 9.                         | 19 mei 2011                | Nederland – Israël         | 1 – 1                      | Eliteronde EK onder 19 2011        | 0                          |
| 10.                        | 21 mei 2011                | Nederland – Tsjechië       | 0 – 1                      | Eliteronde EK onder 19 2011        | 0                          |
| 11.                        | 24 mei 2011                | Rusland – Nederland        | 1 – 1                      | Eliteronde EK onder 19 2011        | 0                          |

## Erelijst
Ajax
- Eredivisie: 2010/11, 2011/12, 2012/13

 PFK Ludogorets
- Parva Liga: 2015/16, 2016/17, 2017/18, 2018/19
- Bulgaarse Supercup: 2018, 2019

## Overlijden
Lukoki raakte op 1 mei 2022 gewond bij een ruzie en vechtpartij op een familiefeest in Almere. Nadat hij in de dagen daarna last bleef houden van extreme hoofd- en kniepijn belandde hij in het ziekenhuis waar hij een beenamputatie moest ondergaan. Hij overleed in de ochtend van 9 mei 2022 op 29-jarige leeftijd aan een hartstilstand. Hoewel de politie na onderzoek concludeerde dat er geen verband was tussen de vechtpartij en het overlijden, werden vier verdachten aangehouden; één op verdenking van poging tot doodslag en drie op verdenking van mishandeling.
Op 11 mei 2022 werd bij verschillende voetbalwedstrijden een minuut stilte gehouden ter nagedachtenis aan Lukoki. Bij de wedstrijd FC Twente tegen FC Groningen vond vooraf een herdenking plaats in aanwezigheid van de zoon en familieleden van Lukoki. Hij werd op 21 mei 2022 begraven op Westgaarde in Amsterdam.